# 鰻魚 (電影)
《鰻魚》（日语：うなぎ），日本導演今村昌平所執導的一部電影，由役所廣司與清水美砂擔任主演，於1997年上映。获得坎城影展金棕櫚獎。

## 劇情
山下拓郎经常在傍晚外出钓鱼，一次他收到匿名信件，告诉他说他妻子趁他外出时与另一名男子通奸。他果然发现了这个事实，将妻子杀死并投案自首。在监狱度过八年后，他假释出狱后开了一个理发店当理发师（在监狱里学的手艺），并在水缸里养了一条鰻魚（在监狱里开始养的）。一次他发现一名女子吞安眠药自杀，后来报警送医，这名女子被救了过来。后来该女子就来感谢他，并执意留在他的店里当助手。后来得知她是一名富家女，尽管开始时他碍于自己杀妻的经历逃避她的感情，两人最终还是相爱。

## 角色
- 山下拓郎 - 役所廣司
- 服部桂子 - 清水美砂
- 高田重吉 - 佐藤允
- 高崎保 - 柄本明
- 中島次郎 - 常田富士男
- 中島美佐子 - 倍賞美津子
- 堂島英次 - 田口智朗
- 服部 - 市原悦子
- 野沢祐司 - 哀川翔
- 斎藤昌樹 - 小林健
- 山下恵美子 - 寺田千穂
- 刑務官 - 平泉成
- 山下妻子的外遇對象 - 中丸新将
- 刑事 - 上田耕一
- 刑事 - 光石研
- 医師 - 深水三章
- 監察官 - 小西博之
- 医師 - 小沢昭一

## 外部連結
- 互联网电影数据库（IMDb）上《鰻魚》的资料（英文）
- 《鰻魚》在JMDb上的資料 （页面存档备份，存于） （日語）
- 豆瓣电影上《鰻魚》的資料 （简体中文）